# PT-1可靠教練機
PT-1可靠教練機（英語：Trusty；公司名稱：Model 1）是一款由團結飛機公司研製的雙翼初級教練機

## 發展
1921年，戴頓-萊特公司的首席設計師維吉尼亞斯·克拉克上校設計了Chummy運動雙翼機。這款飛機使用新型的克拉克Y翼和鉻鉬鋼管焊接機身框架，與當時普遍使用全木構的教練機截然不同，而該設計也展現出堅固耐用的性能。該機隨後被推薦給美國陸軍航空勤務隊替換服役中的JN-4D教練機，並提供Le Rhone或Clerget旋轉發動機兩種選項。
1922年，美國陸軍航空勤務隊訂購了三架使用Le Rhone引擎並配備雙控制裝置的TA-3進行評估。評估結果顯示，該型飛機具備成為優秀教練機的潛力，但動力稍顯不足，因此在1923年，戴頓-萊特公司對其中一架TA-3進行了改裝，安裝了功率更高的110 hp (82 kW) Le Rhone發動機。
隨後，陸軍航空勤務隊訂購了10架改進後的TA-3，這也是美國陸軍最後一批使用旋轉引擎的飛機。鑒於旋轉引擎的技術已經成熟，航空勤務隊隨後又訂購了三架搭載150 hp (112 kW)萊特-希斯巴諾 I八缸發動機的TW-3，並於1923年6月再訂購20架TW-3（以及三架零件機）。當時通用汽車正在考慮退出航空業務並關閉其子公司戴頓-萊特公司，因此加洛德飛機公司的魯本·H·弗利特獲得了戴頓-萊特教練機設計的權利。然而由於加洛德的股東們反對此舉，弗利特因此離開公司並成立了團結飛機公司。
TW-3的訂單最終轉由剛成立的團結完成，並改用改進型的萊特-希斯巴諾 E發動機。在飛機投入使用後，弗利特持續對TW-3進行改進，其中最重要的改變是移除引擎罩，以改善駕駛員的前方和下方視野。然而視野仍然不理想，因此弗利特獲得美國陸軍的許可，將一架TW-3改造為全新、更纖細的機身，使用前後串聯而非並排的座椅配置。這種改良型飛機通常被稱為「駱駝」，因為駕駛艙之間有一個隆起。
而駱駝也成為美國陸軍的新型初級教練機原型機。1924年初夏，美國陸軍航空勤務隊測試了一架非正式命名為TW-8的原型機，並訂購了50架合眾公司生產的Model 1，服役代號為PT-1。初期量產版本的機背具有平直的背甲龜甲形狀，但很快被改為光滑的版本。首批量產的部分飛機可能是在加洛德位於諾里奇的工廠生產，然後才在團結位於水牛城進行後續的生產。221架中有171架使用了流線型鼻部散熱器，其餘則使用了非流線型設計。
一架PT-1改裝為XPT-2，搭載220 hp (164 kW)的萊特J-5星形引擎。
PT-1是第一次世界大戰後美國陸軍航空勤務隊的首款量產教練機，並於1920年代後期至1930年代初期廣泛部署於德克薩斯州和加利福尼亞州的航空基地。由於其在失速螺旋中能夠快速有效地恢復，PT-1獲得了「信任」的綽號。同時由於其優秀的操控性能，當學員們轉而駕駛戰鬥機時，反而會覺得非常難操控。為了防止過熱，「信任」通常在飛行時不會安裝引擎罩。 Easy to fly, the Trusty made some students overconfident, and they received a shock when they advanced to faster airplanes with more difficult handling characteristics. The 'Trusty' was commonly flown without its cowlings in an effort to prevent overheating
與之前用於補充JN-4D的TW-3不同，PT-1完全取代了這款已過時的機型，並明顯改善學員的安全係數。1928年，其中一架轉交給美國海軍進行試驗，另外四架相似型號則交付給暹羅（泰國）。從1928年開始，PT-1逐漸被PT-3教練機替換，並在1930年代初於國民警衛隊退役。

## 型號

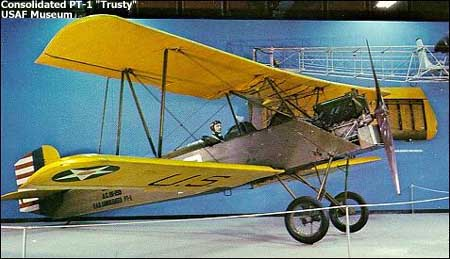
美國空軍國家博物館的Consolidated PT-1

TA-3
代頓-萊特時期的風冷版本 （A代表Air），採用80 hp (60 kW)Le Rhone 9C旋轉發動機，共13架，翼展30ft11in(9.4m)，長度22ft7in(6.9m)
TA-5
一架改裝勞倫斯 J-1發動機的TA-3，用於測試單輪起落架裝置
TW-3
代頓-萊特時期的水冷版本（W代表Water），使用150 hp (112-kW)萊特-希斯巴諾 I發動機，共2架，翼展34ft9in(10.6m)，長度25ft7in(7.8m)
TW-3
團結時期的水冷版本，採用180 hp (134 kW)萊特-希斯巴諾 Eengine，共20架，翼展34ft9in(10.6m)，長度26ft9in(8.1m)
PT-1
軍用量產版本，使用180 hp (134 kW)萊特-希斯巴諾 E(V-720)發動機共221架
XPT-2
裝配225 hp(168kW)萊特 R-790 (J-5)發動機的PT-1，翼展34ft7in(10.5m)，長度28ft4 in(8.6m)

## 外部連結
- Aviation Enthusiast Corner
- Consolidated PT-1 Trusty – National Museum of the USAF
- Aerofiles （页面存档备份，存于）
- KensAviation.com
- Consolidated PT-1 Trusty （页面存档备份，存于） – San Diego Air & Space Museum